# Алемпойс
Алемпойс. (эст. Alempois, лат. Alumbus) — древнее административное образование в центре современной Эстонии. Было ликвидировано Тевтонским орденом в 1224 году.